# تورينو (جورجيا)
تورينو (بالإنجليزية: Turin, Georgia)‏ هي بلدة تقع في مقاطعة كوويتا، جورجيا بولاية جورجيا في الولايات المتحدة. تبلغ مساحتها 3.3 (كم²)، وترتفع عن سطح البحر 276 م، بلغ عدد سكانها 274 نسمة في عام 2010 حسب إحصاء مكتب تعداد الولايات المتحدة وتصل الكثافة السكانية فيها 50 نسمة/كم2.

## أعلام
- تشارلز إل. موسى

## وصلات خارجية
- The US50 - Cities and Towns in Georgia State
- Georgia Cities and Towns, Facts, Map, Flag, Colleges, Government, and More